# Otto Winther
Otto Winther, (født 1910 – død 1973), var en dansk bokser i letsværvægtsklassen.
Som amatør boksede Otto Winther for CIK. Han vandt det danske mesterskab i letsværvægt 2 gange (1940 og 1941).
Han skiftede til de professionelles rækker under krigen, og debuterede ved et stævne i København den 29. januar 1943, hvor han imidlertid tabte til den talentfulde ester fra USSR Anton Raadik på point efter 6 omgange. Otto Winther indstillede herefter boksekarrieren.